# Xian de Xin
Pour les articles homonymes, voir Xin.
Le xian de Xin (新县 ; pinyin : Xīn Xiàn) est un district administratif de la province du Henan en Chine. Il est placé sous la juridiction de la ville-préfecture de Xinyang.

## Démographie
La population du district était de 330 696 habitants en 1999.